# Os sesamoideum peronaeum
Het os sesamoideum peronaeum, soms os peronaeale of os cuboides accessorium, is een accessoir voetwortelbeentje dat regelmatig als extra ossificatiepunt ontstaat gedurende de embryonale ontwikkeling. Bij diegenen bij wie het ronde of ovale sesambeentje voorkomt, bevindt het botje zich in de pees van de musculus peronaeus longus, dicht bij de tuberositas van het os cuboides en lateraal of inferior van dit botje, wat een van zijn alternatieve namen verklaart.

## Prevalentie
Het botje komt bij 8% van de mensen voor, alhoewel volgens ene B. Lunghetti bij goed zoeken het botje of een voorstadium daarvan in 99% van de individuen is aan te treffen, waarmee het het vaakst voorkomende extra voetwortelbeentje zou zijn. Een Japanse studie vond echter ook een prevalentie van 9%, in een Turkse populatie van mannen werd het botje bij 5,8% van de mensen aangetroffen. Vanwege deze uiteenlopende cijfers wordt het os tibiale externum ook vaak genoemd als het vaakst voorkomende accessoire voetwortelbeentje.

## Klinische relevantie
Op röntgenfoto's wordt een os sesamoideum peronaeum soms onterecht aangemerkt als afwijkend, losliggend botdeel of als fractuur. Met name moet onderscheid gemaakt worden met een os vesalianum pedis en een avulsiefractuur van de basis van het vijfde middenvoetsbeentje, door normaal gesproken meer naar distaal gelegen zijn. Het kan soms ook uit twee (os sesamoideum peronaeum bipartitum) of uit meer ossificatiepunten bestaan.
Het botje geeft soms chronische pijnklachten. Bij het zogenaamde os-peronaeumsyndroom is er sprake van pijn aan de laterale zijde van de enkel, gespannenheid en zwelling langs het verloop van de pees van de musculus peronaeus longus. Het syndroom kan zowel acuut optreden als chronisch verlopen en ontstaat onder andere door een fractuur in het os sesamoideum peronaeum of hypertrofische genezing van een gebroken os sesamoideum peronaeum.